# Бодхи-вамса
Бодхи-вамса или Махабодхи-вамса — прозаическая хроника, написанная в правление царя Махинды IV на особом санскритизированном пали около 970 года до н. э. Автором согласно «Сасанавамсадипе» является Упатисса, создавший хронику по просьбе некоего Тхеры Дадханаги. Некоторые исследователи отождествляют автора Бодхи-вамсы с автором другой хроники, Анагата-вамсы. 
Бодхи-вамса, основанная скорее всего на более ранних текстах по этой теме, написанных на сингальском языке, описывает перенесение ветки или черенка священного дерева бодхи, под которым на Будду снизошло откровение, на Шри-Ланку в III веке до н. э. Эта хроника часто цитирует стихи из Маха-вамсы, но в то же время содержит большое количество материала и из других источников. Именно благодаря этому в этом памятнике зачастую запечатлены многие детали более древних традиций, не известных по другим источникам.